# Nemobiodes laeviceps
Nemobiodes laeviceps är en insektsart som beskrevs av Lucien Chopard 1925. Nemobiodes laeviceps ingår i släktet Nemobiodes och familjen syrsor. Inga underarter finns listade i Catalogue of Life.